# Пресбургский мир
Пресбургский мир 1805 года (нем. Pressburger Frieden; фр. Traité de Presbourg) — мирный договор между Францией и Австрией, заключённый 26 декабря 1805 года в Пресбурге после разгрома Австрии и России в Аустерлицком сражении и её полного поражения в войне Третьей коалиции.
Согласно Пресбургскому миру, Австрия уступала Наполеону, как королю Италии, Венецианскую область, Истрию (кроме Триеста) и Далмацию и признавала все французские захваты в Италии. Кроме того Австрия лишалась также всех своих владений к западу от Каринтии, которые переходили под власть главных союзников Наполеона в Германии:
- Курфюршество Бавария получило Тироль с Бриксеном и Трентом, Форарльберг, правобережье Инна, Бургау и Линдау, а также Пассау и Айхштет, отторгнутые от Зальцбургского курфюршества;
- Курфюршество Вюртемберг приобрело бывшие австрийские владения в Швабии: Альтдорф, бывшие владения графов Гогенбергов (города Роттенбург-ам-Неккар, Хорб-ам-Неккар), Нелленбург, Эхинген и Бондорф;
- Курфюршество Баден получило Констанц, а также территорию герцогства Брейсгау, включая Фрайбург и Ортенау.

Более того, император Франц II признал за монархами Баварии и Вюртемберга титулы королей, что вывело их из-под власти институтов Священной Римской империи. Австрия также уплачивала Франции контрибуцию в сумме 40 млн. флоринов.
В качестве компенсации Австрия получала относительно небольшую территорию, включающую Зальцбург и бывшее аббатство Берхтесгаден, а для бывшего курфюрста Зальцбургского Фердинанда Габсбурга было создано новое герцогство Вюрцбург.
Изменения, предусмотренные Пресбургским миром 1805 года, означали конец австрийского преобладания в Священной Римской империи и способствовали её роспуску в 1806 году.